# 日琉同祖論
日琉同祖論（にちりゅうどうそろん）は、（本土）日本人と琉球（沖縄・奄美・宮古・八重山）人はその起源において民族的には同一であり、日本人と琉球人の人種的・文化的同一性を学術的に立証することによって民族的一体性を強調する理論。
16世紀の京都五山の僧侶等によって唱えられた源為朝琉球渡来説に端を発するとされ、それが琉球へ伝わり17世紀に摂政・羽地朝秀が編纂した『中山世鑑』に影響を与え、明治以降は沖縄学の大家・伊波普猷によって詳細に展開された。

## 日琉同祖論の起源
近年の研究では、日琉同祖論の起源となる源為朝琉球渡来伝説は、16世紀前半にはすでに日本において文献に現れていることが明らかになっている。現在確認されているその初出は、京都五山の臨済宗僧侶・月舟寿桂（1470年 - 1533年）の「鶴翁字銘并序」においてである。
そこで、月舟は信憑性は分からないがと断りながら、「日本には、源為朝が琉球へ渡って支配者（創業主）となったという伝説がある。そうであるなら、その子孫は源氏であるから、琉球は日本の附庸国である」という内容を記している。このことから、源為朝琉球渡来伝説が16世紀前半には日本において、特に京都五山の僧侶の間である程度流布していたことがわかる。なお、この段階で琉球側にも源為朝琉球渡来伝説が流入していたかどうかはわからない。
この源為朝琉球渡来伝説は、日琉間の禅宗僧侶の交流を通じて琉球へもたらされた可能性のほか、袋中の『琉球神道記』や島津氏の外交僧である南浦文之が起草した「討琉球詩並序」が琉球に伝来、1650年の羽地朝秀による『中山世鑑』によってこの伝説が完成されたとする。
　また、爲朝の名を明示しないものの、源氏入王傳説は更に早い。明國『皇明實録』などに記載される西暦十四世紀の山北王怕尼芝、珉、攀安知は、蔡温『中山世譜』で今歸仁の山北王三代として位置づけられるが、中華人民共和國の孫薇説では怕尼芝と攀安知は八幡按司（ばはんあんじ）の轉音であり、石井望説では珉も八幡（ばはん）の福建字音であるとして、山北三代ともに源氏八幡神を以て自己認識してゐたとする。孫薇石井説にもとづけば、琉球の源氏入王傳説は西暦14世紀に既に主流となってゐたことになる。

## 羽地朝秀の日琉同祖論
羽地朝秀は1650年（慶安3年）、琉球最初の正史である『中山世鑑』を編纂した。この中で羽地は、琉球最初の王・舜天は源為朝の子であり、琉球は清和源氏の後裔によって開かれたと述べ源為朝来琉説を紹介している。舜天が実在の王か否かについては議論があるが、舜天の名自体は『中山世鑑』より100年以上前の1522年に建てられた「国王頌徳碑」に刻まれている。碑文は、琉球の僧で円覚寺第六代住持・仙岩が撰んだもので、そこには「舜天、英祖、察度三代以後、其の世の主は遷化すと雖も同行を用いず……」とあり、舜天は16世紀初頭には琉球最初の王であると見なされていたことが分かる。
『中山世鑑』は舜天の子を舜馬順熙とする。石井望は、舜馬（すま）は宮古八重山に遺留する琉球古語の島だとして、順熙は北宋『集韻』にもとづき「すい」だとした。熙は形聲文字の「い」が主流であり、北宋では年號に用ゐられ、福建で「い」音で普及していたとする。よって舜馬順煕を「すますい」（島添）とする。舜天の母は大里按司の妹なので、島添大里に該当するとした。また、琉球の早期王權が与那原から佐敷に遷移したことが、與那原港内の島添大里の舜天王統から佐敷の尚巴志王統への權力移行と重なり、同時に須久名御嶽（そこにや嶽）から齋場御嶽への祭祀東遷とも重なり、實在性が高まるとする。
また羽地朝秀は、摂政就任後の1673年3月の仕置書（令達及び意見を記し置きした書）で、琉球の人々の祖先は、かつて日本から渡来してきたのであり、また有形無形の名詞はよく通じるが、話し言葉が日本と相違しているのは、遠国のため交通が長い間途絶えていたからであると語り、王家の祖先だけでなく琉球の人々の祖先が日本からの渡来人であると述べている。
こうした羽地の言説は、現在では羽地が当時の因習を打破するために用いたレトリックであるとする説が定説となっている。だがそうした定説を認めつつも、同時に羽地のなかに日琉を同祖とする思いを有しており、かつ琉球が日本と同等に悠久の歴史を持つ国であることを強調していると見る研究者も存在する。
羽地の日琉同祖論は、王国末期の政治家・宜湾朝保（三司官）に影響を与えた。宜湾は未定稿ながら琉球語彙を編纂して、記紀、万葉集などの上代日本語と琉球方言を比較して、両者に共通点があると説いた。

## 江戸時代の日本における日琉同祖論
日本における日琉同祖論は、室町時代の京都五山の僧侶以降では、江戸時代に新井白石がその著『南島志』（1719年）の総序において、『山海経』に見える「北倭」「南倭」の南倭とは沖縄のことであると述べ、琉球の歌謡や古語なども証拠に挙げて自説を展開している。
また藤貞幹は天明元年（1781年）刊行の著作『衝口発』において、神武天皇は沖縄の「恵平也（いへや）島」（伊平屋島）に生誕しそこから東征したと述べ、皇室の祖先は沖縄から渡来したとの説を展開した。藤貞幹は伊平屋島には天孫嶽（あまみたけ、クマヤー洞窟）という洞窟があり、地元では天孫降臨説があるのを知り、ここが高天原の天孫降臨の地であると推定したのである。本居宣長はこの説に激怒し、天明5年（1785年）に成稿した著作『鉗狂人』でこれに徹底的に論駁している。

## 伊波普猷の「同祖論」と「日琉同祖論」への位置づけ
伊波普猷は、1911年に刊行される『古琉球』にも収録された、刊行の直前に執筆した論説である「琉球人の祖先に就いて」や「琉球史の趨勢」、さらには「琉球語の掛結について」「P音考」『琉球の神話」のなかで日本と沖縄の共通性について論じている。
「琉球人の祖先に就いて」は、沖縄人が体質・言語・民俗・神話いずれの点からも「大和民族」との共通性を持っており、紀元後まもなく日本から離れ南に移住したと結論している。
「琉球人の祖先に就いて」の第二論文という位置づけである「琉球史の趨勢」には、「琉球人の祖先に就いて」をうけたうえで、1609年の島津氏の琉球征服やその後の圧政、そのもとで培われた沖縄人の面従腹背姓、そのような中から現れた三大政治家である向象賢、蔡温、宜湾朝保の称揚が書かれている。なお、この三人が取り上げられている理由は、大正天皇御即位の大典の際に贈位の恩典に預かったためだとされている。
こうした伊波の「同祖論」を、以上のような文脈の下で後世の研究者たちがいわゆる日本への同化や日本からの異化という二項対立構造により読解し、伊波以前の「日琉同祖論」と関連付けて解釈したのが現在言われる「日琉同祖論」である。

## ヒトゲノム研究との関連
最近の遺伝子の研究で沖縄県民と九州以北の本土住民は、縄文人を基礎として成立し、現在の東アジア大陸部の主要な集団とは異なる遺伝的構成であり、同じ祖先を持つことが明らかになっている。高宮広土（鹿児島大学）が、沖縄の島々に人間が適応できたのは縄文中期後半から後期以降であるとし、10世紀から12世紀頃に農耕をする人々が九州から沖縄に移住したのではないかと指摘するように、近年の考古学などの研究も含めて南西諸島の住民の先祖は、九州南部から比較的新しい時期（10世紀前後）に南下して定住したものが主体であると推測されている。
斎藤成也ら総合研究大学院大学による大規模調査において、アイヌ人36個体分、琉球人35個体分を含む日本列島人のDNA分析を行った結果、アイヌ人からみると琉球人が遺伝的にもっとも近縁であり、両者の中間に位置する本土人は、沖縄にすむ日本人に次いでアイヌ人に近いことが示された。
分析結果から、現代日本列島には旧石器時代から日本列島に住む縄文人の系統と弥生系渡来人の系統が共存するという、二重構造説を強く支持する研究結果となっている。
2021年11月10日、マックス・プランク人類史科学研究所を中心とした、中国・日本・韓国・ヨーロッパ・ニュージーランド・ロシア・アメリカの研究者を含む国際チームが『ネイチャー』に発表した論文によると、宮古島市の長墓遺跡の先史時代の人骨をDNA分析したところ「100%縄文人」だったことが分かり、先史時代の先島諸島の人々は沖縄諸島から来たことを示す研究成果となった。また、言語学および考古学からは、中世（グスク時代、11世紀~15世紀）に九州から「本土日本人」が琉球列島に移住したことが推定でき、高宮広土（鹿児島大学）は、「結果として、琉球方言の元となる言語を有した農耕民が本土から植民した。著名な『日本人二重構造論』を否定するという点で大変貴重だ」と指摘している。